# Extension

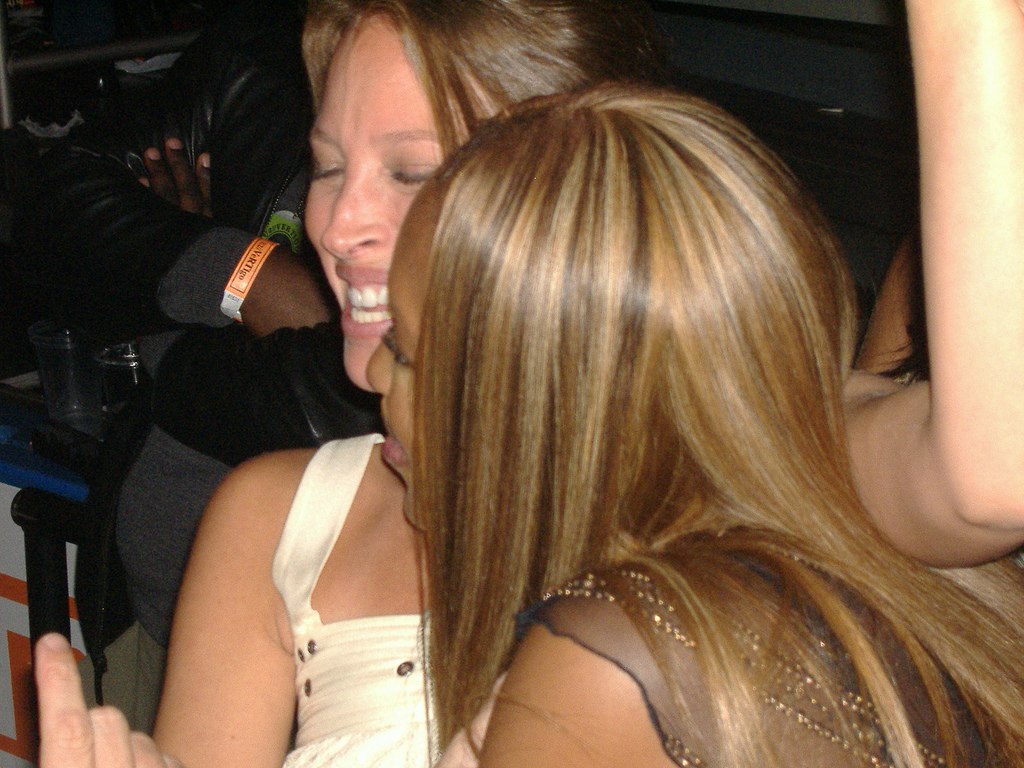
Di profilo, la modella Naomi Campbell.

Le extension sono delle integrazioni artificiali dei capelli umani. A differenza delle parrucche, le extension non hanno la funzione di creare una acconciatura fittizia sulla testa, ma di rinfoltire o di allungare i capelli già presenti. Possono essere realizzate con veri capelli umani, o con altri realizzati in fibre sintetiche.
Gli effetti delle extension sono simulare un tipo di capelli che normalmente non potrebbe essere realizzato con i propri capelli naturali. Diverse attrici, cantanti e personaggi dello spettacolo hanno fatto uso di extension per anni. La modella Naomi Campbell, per esempio, ha sempre utilizzato extension per ricreare l'effetto di una chioma lunga e liscia, dato che i suoi capelli sarebbero naturalmente afro.

## Tecniche di fissaggio
Esistono diverse tecniche di applicazione delle extension. La prima tecnica, ovvero a fusione, consiste nel fissaggio delle extension tramite cheratina alla base dei capelli. Esteticamente, questa tecnica ha il migliore risultato possibile, tuttavia il calore delle colle fissanti può danneggiare i capelli veri e creare irritazioni e allergie alla cute; onde evitare ciò, si possono prendere in considerazione le extension a fusione fredda.
La seconda tecnica (detta brasiliana) consiste nell'annodare le ciocche di extension a quelle di capelli veri. Il risultato di questa tecnica è apprezzabile, ma la durata nel tempo è limitata a circa tre mesi. 
La terza tecnica (detta africana o senegalese) consiste nel creare delle treccine parallele con i propri capelli, a cui vengono letteralmente cucite le ciocche di extension. Questa tecnica è la più rapida in assoluto, ma l'effetto della ricrescita dei veri capelli risulta piuttosto evidente.
Oggi vengono utilizzate altre tecniche più rapide per fissare fasce di capelli già tessuti come il montaggio con le clips o il nastro biadesivo.